# Волошко Євген Михайлович
Євген Михайлович Воло́шко (нар. 16 березня 1927, Луганськ — пом. 2006) — український літературознавець і критик, кандидат філологічних наук з 1968 року, доцент; член Спілки письменників України з 1963 року.

## Біографія
Народився 16 березня 1927 року в місті Луганську (тепер Україна). 1951 року закінчив Ворошиловградський педагогічний інститут. Працював вчителем. Член КПРС з 1964 року. У 1967—1980 роках працював викладачем Донецького вищого військово-політичного училища; у 1980–1989 роках — завідувач кафедри української літератури Донецького університету.
З 2003 року жив у Києві. Помер у 2006 році.

## Роботи
Досліжував історію літературного процесу в Донбасі, автор праць про російсько-українські літературні зв’язки, українських, румейських та єврейських письменників, творчість Михайла Шолохова.  Автор книжок:
- «Поезія революційної бурі» (1961);
- «Літописці шахтарського краю» (1968);
- «Слово і зброя (Війна. Письменники. Донбас)» (1975);
- «Літературний Донбас» (1980);
- «З вічних джерел» (1987).

Співавтор і укладач книжок:
- «Донбас. Письменник і час» (1979);
- «Художня незглибимість „Тихого Дону“» (1985).